# المساعدات الخارجية للعراق
ازدادت المساعدات الخارجية إلى العراق للتعامل مع جهود إعادة الإعمار في العراق.
في عام 2004 كانت الوكالة الأميركية للتنمية الدولية المسؤولة عن منح عقود بقيمة 900 مليون دولار أمريكي لبناء رأس المال، وتجديد الميناء، ودعم الأفراد، والتعليم العام والصحة العامة والإدارة الحكومية، وإدارة المطار. يلتزم البنك الدولي بقيمة 3 مليارات دولار إلى 5 مليارات دولار لإعادة الإعمار على فترة خمس سنوات، وأصغر الالتزامات جاء من اليابان، والاتحاد الأوروبي وبريطانيا وإسبانيا. ألغت روسيا 65 في المئة من ديون العراق بقيمة 8 مليارات دولار، والمملكة العربية السعودية عرضت حزمة مساعدات بقيمة مليار دولار أمريكي. أيضا، اُتهمت إيران بتقديم بعض الدعم المالي للأحزاب السياسية الفردية. وقد خصصت الولايات المتحدة نحو 20 مليار دولار من اعتمادات 2004 للعراق لإعادة الإعمار. التطبيق الفعال لهذه الأموال، مع ذلك، يعتمد على تحسن كبير في موارد البنية التحتية والمؤسسية.

## روابط خارجية
- USAID Assistance for Iraq
- Iraq Inter-Agency Information & Analysis Unit Reports, Maps and Assessments of Iraq's Governorates from the UN Inter-Agency Information & Analysis Unit